# Kanton Celavo-Mezzana
Der Kanton Celavo-Mezzana war bis 2015 ein französischer Wahlkreis im Arrondissement Ajaccio, im Département Corse-du-Sud und in der Region Korsika. Sein Hauptort war Bocognano.
Der Kanton war 268,50 km² groß und hatte 6530 Einwohner (Stand: 1999).

## Gemeinden
| Gemeinde             | Einwohner | Code postal | Code Insee |
| -------------------- | --------- | ----------- | ---------- |
| Bocognano            | 343       | 20136       | 2A040      |
| Carbuccia            | 254       | 20133       | 2A062      |
| Cuttoli-Corticchiato | 1473      | 20167       | 2A103      |
| Peri                 | 1140      | 20167       | 2A209      |
| Sarrola-Carcopino    | 1801      | 20167       | 2A271      |
| Tavaco               | 226       | 20167       | 2A323      |
| Tavera               | 336       | 20163       | 2A324      |
| Ucciani              | 389       | 20133       | 2A330      |
| Valle-di-Mezzana     | 217       | 20167       | 2A336      |
| Vero                 | 351       | 20172       | 2A345      |